# Лютелла де Віль
Лютелла де Віль (Круелла де Віль, Стервелла де Віль, Лютелла де Явол, англ. Cruella De Vil) — персонажка і головна антагоністка сімнадцятого анімаційного мультфільму «101 далматинець», знятого на студії «Walt Disney Pictures», а також його сиквелу «101 далматинець 2: Пригоди Патча в Лондоні», фільмів-адаптацій «101 далматинець» і «102 далматинці» та однойменного мультсеріалу. Входить до списку офіційних діснеївських лиходіїв, а також займає 39 місце у рейтингу 100 найкращих героїв і лиходіїв за версією AFI.

## Опис персонажки

### Створення
В оригінальній книзі Доді Сміт Круелла описана як зіпсована, скептична та необачна мільйонерка. Однак за задумом художника розкадровки Білла Піта Круелла у мультфільмі стала більш хитрою та палкою, а також стала більш комічною. Саме Круелла стала прототипом пані Медузи з мультфільму «Рятівники» та Ізми з мультфільму «Пригоди імператора».

### Характер та зовнішність
Круелла описана як зла, жорстока, цинічна та егоїстична жінка середнього віку. Вона ексцентрична, жадібна, дуже вперта і ніколи не зупиняється ні перед чим задля досягнення своєї мети. Круелла обожнює хутряні вироби та полюбляє палити цигарки.
Круелла дуже висока та худа. У неї блідий колір шкіри, обличчя з широкими гострими вилицями, квадратне підборіддя, кирпатий ніс та тонкі губи. Зачіска в неї з одного боку чорна, а з другого біла. Вона носить довгу чорну сукню, блідо-жовту шубу, довгі червоні рукавиці та червоні туфлі на низьких підборах. У фільмі <<Круелла>> вона одягнена у чорну сукню, також вона носить туфлі на підборах. Зачіска в неї стала більш охайною ( у фільмі в неї кучеряве волосся) . 

### Ім'я
Ім'я Круелла де Віль (англ. Cruella De Vil) — це гра слів cruel («жорстокий») та devil («диявол»), що підкреслює назва її заміського маєтку «Hell Hall» (укр. Пекельний маєток). В українському дубляжі за основу було узято слово «лють» (Лютелла де Віль).

### У ролях
Волт Дісней спочатку хотів щоб Круеллу озвучувала Ліза Девіс, однак акторка відмовилась пояснивши це браком досвіду в озвучці негативних персонажок. Тоді Дісней віддав Девіс роль дружини Роджера Аніти, а Круеллу озвучила Бетті Лу Герсон, яка до цього була оповідачкою у мультфільмі Попелюшка. Українською мовою Круеллу де Віль дублювала Ольга Радчук.
У 2003 році вийшов сіквел «101 далматинець 2: Пригоди Патча в Лондоні». Круеллу де Віль озвучила Сусанна Бекслі.
В обох фільмах «101 далматинець» і «102 далматинці» роль Круелли виконала Гленн Клоуз.
У мультсеріалі «101 далматинець» Круеллу де Віль озвучила Ейпріл Вінчел.
У телесеріалі «Якось у казці» роль Круелли зіграла Вікторія Смарфіт.
У фільмі-приквелі «Круелла» 2021 року її роль зіграла Емма Стоун.

## Поява
Круелла де Віль вперше з'явилась в мультфільмі «101 далматинець» 1961 року як стара шкільна подруга Аніти. Вона хоче купити у Роджера і Аніти цуценят далматинців, щоб зробити з їх шкірок шубу, а отримавши відмову, наймає грабіжників Джаспера і Хораса щоб, вони викрали для неї цуценят.
У сіквелі стає відомо, що Круеллу заарештували після подій першого мультфільму, однак її умовно звільнили. Вона звільняє під заставу з в'язниці Джаспера і Хораса, після чого знову намагається викрасти цуценят далматинців.
У фільмі 1996 року Круелла представлена як відома підприємиця, власниця будинку моди та роботодавиця Аніти. Коли вона дізнається, що у Аніти і Роджера є цуценята далматинців, то хоче купити їх, а отримавши відмову, звільняє Аніту з роботи і викрадає цуценят.
У мультсеріалі Круелла виступає головною антагоністкою, яка мріє заволодіти фермою Роджера й Аніти, але тварини на фермі щоразу перешкоджають їй у цьому.
У серіалі «Якось у казці» Круелла одна з лиходійок так званого альянсу Королеви Темряви, разом з Малефісентою та Урсулою, де вони живуть у Зачарованому лісі, викрадають жінок та творять інші лихі речі.
Також Круелла з'являється у мультфільмі «Будинок лиходіїв. Мишачий дім» (2001), де вона разом з іншими діснеївськими лиходіями намагається захопити будинок Клубу Міккі Мауса, однак протагоністи зупиняють їх.
У фільмі «Круелла», в якому розповідається історія Круелли до подій «101 далматинця», вона стає головною героїнею.

Історія
У фільмі <<Круелла>> ми дізнаємося історію лиходійки до подій 101 далматинця.  До подій мультфільму Круеллу звали Естеллою Міллер. У школі вона була шибайголовою, та з неї сміялися через незвичайний колір волосся ( воно було з одного боку чорним, а з іншого - білим). Через булінг в неї не було друзів, лише одна подруга Аніта ( пізніше саме в неї Круелла хотіла купити далматинців, щоб пошити для себе шубу). Естелла жила разом з мамою Кетрін, яка жартома називала її Круеллою через її неспокійний характер. Та невдовзі Естеллу виключають зі школи. Кетрін довелося спакувати валізи і разом з донькою виїхати з їх маленького містечка у Лондон. У Кетрін був набагато спокійніший характер, ніж у її доньки Естелли. Також вона працювала швачкою. Тому, приїхавши в Лондон, Кетрін вирішила влаштуватися на роботу в ательє до Баронесси фон Хеллманн. " Посидь поки  тихо в машині, поки я не повернуся", - мовила Кетрін доньці, виходячи з машини. Та Естелла не послухалася матір і пішла в разом з нею в маєток баронесси. Та дівчинка випадково розлютила далматинців когось із важливих гостей ( у баронесси саме в цей час був прийом), і вони скинули Кетрін у прірву. Ось чому Круелла так не любила цих собак! Пізніше Естелла усе своє життя звинувачувала себе у смерті матері. Вона сказала собі, що зробить все, аби досягти своєї мрії - відкрити своє ательє. Коли вона виросла, то влаштувалася на роботу до Баронесси фон Хеллман дизайнеркою. Та невдовзі Естелла дізналася, що це саме баронесса нацькувала своїх далматинців на матір дівчини. І тоді Естелла поклялася, що помститься за смерть Кетрін, і випускає своє альтер-его, яке вона старанно ховала увесь цей час, на волю, і стала Круеллою де Віль... 